# Gladys Baldwin
Gladys Baldwin (18 de setembro de 1937 Callao, Peru — 05 de julho de 1982 (44 anos)), foi uma ex-atiradora esportiva, peruana. Ela competiu nos Jogos Olímpicos de Verão de 1968 no México e nos Jogos Olímpicos de Verão de 1972 na Alemanha. Junto com Nuria Ortíz (México) e Eulalia Rolińska (Polônia), ela foi uma das três mulheres a competir nos eventos de tiro nas Olimpíadas de 1968.